# オム・プラカシュ・シン
オム・プラカシュ・シン（Om Prakash Singh 、1987年1月11日 - ）はインドの男子陸上競技選手。専門は砲丸投。ハリヤーナー州グルガーオン出身。

## 自己ベスト
- 砲丸投 - 20m69  (2012年5月12日、ソンバトヘイ)